# Zones de sécurité des Nations Unies
Les zones de sécurité des Nations Unies étaient des couloirs humanitaires établis en 1993 sur le territoire de la Bosnie-Herzégovine pendant la Guerre de Bosnie-Herzégovine, lors de la dislocation de la Yougoslavie, par plusieurs résolutions du Conseil de sécurité des Nations unies.

## Historique
Le 16 avril 1993, par la résolution 819 du Conseil de sécurité des Nations unies, l'enclave de Srebrenica a été déclarée zone de sécurité. Le 6 mai 1993, la résolution 824 du Conseil de sécurité des Nations unies a étendu ce statut à Sarajevo, Žepa, Goražde, Tuzla et Bihać. Ces villes et territoires ont été placés sous la protection des unités de maintien de la paix de l'ONU, la Force de protection des Nations unies (FORPRONU), et leur création étaient imposées aux partie par le Conseil de sécurité, en vertu du Chapitre VII de la Charte des Nations unies, aux parties au conflit. Elles devaient être considérées comme n'étant pas « la cible d’offensives armées ou de tout autre acte hostile ». Elles devaient recevoir l'aide humanitaire acheminée sous la protection de la FORPRONU, faire l'objet d'une démilitarisation et d'un retrait de la part des forces serbes jusqu'à des positions qui ne menace pas la sécurités desdites zones.
La création des zones de sécurité est considérée aujourd’hui comme l’une des décisions les plus controversées des Nations Unies. Les résolutions n'étaient pas claires sur la procédure par laquelle ces zones de sécurité devaient être protégées dans une zone de guerre comme la Bosnie-Herzégovine. La résolution a créé une situation diplomatique difficile car les États membres qui ont voté en faveur n'étaient pas disposés, pour des raisons politiques, à prendre les mesures nécessaires pour assurer la sécurité desdites zones.
En 1995, la situation dans les zones de sécurité des Nations Unies se détériore, ce qui conduisît à une crise diplomatique qui culminait avec le massacre de Srebrenica. Les résolutions 819 et 836 du Conseil de sécurité avaient désigné Srebrenica comme une « zone de sécurité » devant être protégée par « tous les moyens nécessaires, y compris le recours à la force ». Les attaques continues contre les zones de sécurité de l'ONU ainsi que le siège de Sarajevo ont également abouti à l'intervention de l'OTAN en Bosnie-Herzégovine, appelée Opération Deliberate Force.
À la fin de la guerre, toutes les zones de sécurité avaient été attaquées par l'armée des serbes de Bosnie, et Srebrenica et Žepa étaient occupées.